# ミシェル・ルブラン
ミシェル・ルブラン（Michel Lebrun、1930年4月2日 - 1996年6月20日）は、フランスの小説家、推理作家、脚本家。パリ生まれ。ミッシェル・ルブランとも表記される。
戦後のフランスでもっとも成功したミステリ作家の一人で、フランスでは「ポラールの法王」（pape du polar）と呼ばれた（ポラールは「推理小説」の意味）。1950年代から1970年代まで実作者として活躍し、その後はミステリ評論家やアンソロジストとして活躍。フランス・ミステリ界の発展に大いに貢献した。
なお、ミシェル・ルブランの姓はモーリス・ルブランの姓（Leblanc）とは綴りが異なる。

## 人物・経歴
本名はミシェル・カド（Michel Cade）。高校（リセ）卒業後、漫画家やミュージックホールの歌手、セールスマン、バーテンなどさまざまな職を転々とし、1953年ごろから小説を書き始める。ミシェル・ルノワール（Michel Lenoir）、ミシェル・ルクレル（Michel Lecler）、オリヴァー・キング（Olivier King）など複数のペンネームで作品を発表していたが、ミシェル・ルブラン名義の第2作『殺人四重奏』（Pleins feux sur Sylvie）で1956年のフランス推理小説大賞を受賞し、一躍その名を知られるようになった。それ以前に別ペンネームで発表した作品は、再刊時にミシェル・ルブラン名義に変更されている。
その後は3か月に1作のペースで次々と長編を発表。同時期にフランス推理小説大賞を受賞したフレデリック・ダールやフレッド・カサック、ユベール・モンテイエ、セバスチアン・ジャプリゾらとともに、フランスのサスペンス小説の黄金時代を築いた。1960年代前半をピークに一時期執筆から遠ざかったが、1970年代には執筆を再開。1977年発表の『オートルート大爆破』（Autoroute）は後期の代表作としてフランスで高い評価を受けている。
その後は実作者としてではなく、ミステリ評論家や編集者、アンソロジストとしての活動がメインになっていく。1979年に創刊されたミステリ研究誌『ポラール』の編集には晩年まで携わった。また、『ポラール』創刊の翌年に刊行が始まった『ミステリ年鑑』（1980年から84年まで「L'Almanach du Crime」、1985年以降「L'Année du polar」）の編集もしている。このミステリ年鑑は、フランスで一年間に出版された内外すべてのミステリにそれぞれ粗筋とコメント、点数をつけるというものである。
また、1979年設立のフランスの推理小説普及団体「813協会」（Association 813、正式名称「813 : les amis de la littérature policière」）の発起人の一人にもなっている。
映画脚本家としても活躍し、ジェイムズ・ハドリー・チェイス、フレッド・カサック、ルイ・C・トーマ、ピエール・マニャンの推理小説が映画化される際に脚本を担当したほか、007ブームに便乗して1960年代のフランスで量産されたスパイアクション映画の脚本を数多く執筆した。1988年にはカルト的な人気を持つジェス・フランコ監督のスプラッターホラー映画『フェイスレス』（1988年）の脚本にも参加している。
英語からフランス語への翻訳家としても活躍。エルモア・レナード、ウディ・アレン、グルーチョ・マルクス、ジョン・アーヴィング、ジャック・フィニイ、ジェームズ・M・ケイン、デイビッド・グーディスらの作品を翻訳した。
1987年、その全著作に対し、ポール・フェヴァル大衆文学大賞が贈られた。
1996年、66歳で死去。その死を受けて、ル・マン市で1986年から授与されていたフランス語推理小説賞（Prix du roman policier francophone）は1997年からミシェル・ルブラン賞（Prix Michel-Lebrun）に改称した。さらにその後、ミシェル・ルブラン推理小説賞（Prix Polar Michel Lebrun）に改称している。

## 作風
サスペンス小説のほか、劇作家アラン・ヴィネルが探偵役を務める本格ミステリシリーズ（『まちがえた番号』など）や、CIAの秘密捜査員リチャード・サヴィルが活躍するスパイ小説シリーズ（『ミッドウェイ水爆実験』など）、さらには日本では未紹介の軽ハードボイルドシリーズ、ユーモアミステリなど多様な作品を発表した。
推理作家・評論家の法月綸太郎は、幅広い作風を持つミシェル・ルブランのいずれの作品にも共通する特徴として以下の3点を挙げている。
1. 展開のテンポが速いこと
2. 最終局面でどんでん返しがいくつも用意されていること
3. 複雑なプロットを破綻なくまとめる構成力に秀でていること

また法月はアメリカのミステリ小説からの多大な影響を指摘しており、劇作家アラン・ヴィネルとその妻フロランスが活躍するシリーズは、パトリック・クェンティンのパズル・シリーズのフランス版を意図して書かれたものだろうと述べている。

## 主な作品
- "Reproduction interdite"（1954年） - ミシェル・ルノワール（Michel Lenoir）名義で発表
『不許複製』（望月芳郎訳, 東京創元社［創元推理文庫］,1962年）
改題「贋作」（望月芳郎訳, 東京創元社［創元推理文庫］『贋作・モンタージュ写真』,1972年）
- "Pleins feux sur Sylvie"（1956年）
『殺人四重奏』（鈴木豊,河村正夫訳, 東京創元社［創元推理文庫］,1961年4月21日）
- "Expérience Midway"（1956年）
「ミッドウェイ水爆実験」（鈴木豊訳, 東京創元社［創元推理文庫］『ミッドウェイ水爆実験・自殺志願者』,1973年）
- "Faux numéros"（1956年）
「まちがえた番号」（鈴木豊訳, 東京創元社［創元推理文庫］『まちがえた番号・ストリッパーの死』,1973年）
- "Candidat au suicide"（1957年）
「自殺志願者」（鈴木豊訳, 東京創元社［創元推理文庫］『ミッドウェイ水爆実験・自殺志願者』,1973年）
- "La venue"（1958年） - 改題"La corde raide"
『未亡人』（鈴木豊訳, 東京創元社［創元推理文庫］,1972年）
- "Pousse au crime"（1959年）
「罪への誘い」（鈴木豊訳, 東京創元社［創元推理文庫］『未亡人』に併録,1972年）
- "La mort dans ses bagages"（1959年）
「ストリッパーの死」（鈴木豊訳, 東京創元社［創元推理文庫］『まちがえた番号・ストリッパーの死』,1973年）
- "Portrait robot"（1960年）
『モンタージュ写真』（三輪秀彦訳, 東京創元社［創元推理文庫］,1963年）
「モンタージュ写真」（三輪秀彦訳, 東京創元社［創元推理文庫］『贋作・モンタージュ写真』,1972年）
- "L'auvergnat"（1966年）
『パリは眠らない』（藤田真利子訳, 社会思想社［現代教養文庫］,1994年9月）
- "Autoroute"（1977年）
『オートルート大爆破』（矢永槇訳, 早川書房［ハヤカワNV文庫］,1982年9月）

以上の日本語訳書の著者名表記は、『パリは眠らない』と『オートルート大爆破』が「ミシェル・ルブラン」、それ以外が「ミッシェル・ルブラン」

## 映像化作品

### 映画
- "Cette nuit-là" （フランス 1958年）
監督：モーリス・カズヌーヴ　音楽：クロード・ボラン
出演：ミレーヌ・ドモンジョ、モーリス・ロネ、ジャン・セルヴェ、フランソワーズ・プレヴォー、サッシャ・ピトエフ
原作"Un silence de mort"（未訳）

- 未亡人 La corde raide （フランス 1959年）
監督：ジャン＝シャルル・デュドルメ　音楽：モーリス・ジャール
出演：アニー・ジラルド、フランソワ・ペリエ、ジュヌヴィエーヴ・ビュルネ、ジャラール・ビュール
原作『未亡人』（鈴木豊訳, 東京創元社［創元推理文庫］）

- 殺したいほど好き!!　Les lionceaux （フランス 1960年）
監督：ジャック・ブールドン　脚本：ジャック・ブールドン、ルネ・マッソン、アンリ・グランジェ
出演：ジャン・ソレル、アンナ・ゲイラー、ミシェール・グルリエ、ローラン・ロディエ、シュジー・プリム
原作：『悪意の人間と半人前』Malin et demi（未訳）

- "Portrait robot, ou Échec à l'assassin" （フランス 1960年）
監督：ポール・パヴィオ　出演：モーリス・ロネ、アンドレア・パリジー、ジャック・リベロール、ナンナ・ミカエル
原作『モンタージュ写真』（三輪秀彦訳, 東京創元社［創元推理文庫］）

- "Les Durs à cuire ou Comment supprimer son prochain sans perdre l'appétit" （フランス 1964年）
監督：ジャック・ピノトー　音楽：ポール・ミスラキ　撮影：クロード・ルコント
出演：ジャン・ポワレ、ロジェ・ピエール、ミシェル・セロー、ミレーユ・ダルク、ステファーヌ・オードラン、クロード・シャブロル
原作"Dans mon joli pavillon"（未訳）

- "La tête du client" （フランス 1965年）
監督：ジャック・ポワトルノー　音楽：ジョルジュ・ガルヴァランツ　撮影：アンドレア・ヴァンダン
出演：ミシェル・セロー、ジャン・ポワレ、ソフィー・デマレー、ジャン・リシャール、フランシス・ブランシュ
原作"La grosse tête"（未訳）

### テレビドラマ
- "La revanche"（フランス 1970年）
監督：フィリップ・デュクレ　脚本：フィリップ・デュクレ、ヴェロニク・カステルノー
出演：エヴリーヌ・エフェル、ダニエル・ジェルソン、ジャック・リベロル、ポーレット・デュボスト
原作："Plus mort que vif"（未訳）

- 銀河テレビ小説（NHK総合）
  - 鏡の中の女（1981年）

音楽：大野雄二　主題歌：ソニア・ローザ「鏡の中の女」（大野雄二作曲）
出演：多岐川裕美、児玉清、風間杜夫、役所広司、蟹江敬三、佐竹明夫
原作『未亡人』

- 土曜ワイド劇場（テレビ朝日）
  - 誘惑されて地獄行き　鮮やかなダブルトリック（1981年）

監督：降旗康男　脚本：福田善之
出演：秋吉久美子、田村亮、江原真二郎、長谷直美、小沢栄太郎
原作：『罪への誘い』（鈴木豊訳, 東京創元社［創元推理文庫］『未亡人』に併録）

- 木曜9時の女　不倫の女シリーズ（テレビ朝日）
  - かりそめの未亡人（1983年）

監督：山内和郎　脚本：高橋玄洋　音楽：菊池俊輔
出演：山本陽子、緒形拳、小野寺昭、深水三章
原作：『未亡人』

### 脚本執筆
- "Dans la gueule du loup" （フランス 1961年）
原作：ジェイムズ・ハドリー・チェイス『貧乏くじはきみが引く』（一ノ瀬直二訳, 東京創元社［創元推理文庫］）
監督：ジャン＝シャルル・デュドルメ　脚本：ミシェル・ルブラン、フレッド・カサック
出演：フェリックス・マルテン、マガリ・ノエル、ピエール・モンディ、ダニエル・チェカルディ

- "Laissez tirer les tireurs" （フランス 1964年）
監督：ギイ・ルフラン　音楽：ジョルジュ・ドルリュー　脚本：ミシェル・ルブラン、ジル・デュムーラン
出演：エディー・コンスタンティーヌ、ダフネ・デール、マリア・グラツィア・スピーナ、パトリシア・ヴィテルボ

- バンコ・バンコ作戦 Banco à Bangkok pour OSS 117 （フランス 1964年）
原作：ジャン・ブリュース "Lila de Calcutta"（未訳）
監督：アンドレ・ユヌベル　音楽：ミシェル・マーニュ　脚本：ミシェル・ルブラン、アンドレ・ユヌベル、ピエール・フーコー
出演：カーウィン・マシューズ、ピア・アンジェリ、ロベール・オッセン、ドミニク・ウィルム、ジャック・モークレール

- 非情のスパイ指令・最高機密を死守せよ Le solitaire passe à l'attaque （フランス 1966年）
監督：ラルフ・アビブ　音楽：ベルナール・ジェラール　脚本：ミシェル・ルブラン、アンドレ・アゲ
出演：ロジェ・アナン、テレサ・ヒンペラ、ソフィー・アガサンスキー、シャルル・ルフェーヴル

- 一億ドル大攻防戦／モロッコの死闘 L'homme qui valait des milliards （フランス 1967年）
監督：ミシェル・ボワロン　音楽：ジョルジュ・ガルヴァランツ　脚本：ミシェル・ルブラン、ミシェル・ボワロン
出演：フレデリック・スタッフォード、レイモン・ペルグラン、アニー・デュプレー、ペーター・ヴァン・アイク、サラ・ステファーヌ

- コマンドG戦略 Estouffade à la Caraïbe （フランス 1967年）
原作：マーヴィン・H・アルバート "The Looters"（未訳）
監督：ジャック・ベスナール　音楽：ミシェル・マーニュ　脚本：ミシェル・ルブラン、ピエール・フーコー
出演：フレデリック・スタッフォード、ジーン・セバーグ、セルジュ・ゲンスブール、マリア=ローサ・ロドリゲス、マリオ・ピズ

- "Elle boit pas, elle fume pas, elle drague pas, mais... elle cause!" （フランス 1970年）
原作：フレッド・カサック "Bonne vie et meurtres"（未訳）
監督：ミシェル・オーディアール　脚本：ミシェル・ルブラン、ミシェル・オーディアール、ジャン=マリー・ポワレ
出演：アニー・ジラルド、ベルナール・ブリエ、ミレーユ・ダルク、ジャン・ル・ポーラン

- "La fin et les moyens" （フランス 1971年）
監督：ポール・パヴィオ　脚本：ミシェル・ルブラン、ルイ・C・トーマ
出演：フロランス・ジョルジェッティ、ジャン=フランソワ・ポロン、ブノワ・アルマーヌ、クロード・ピエプリュ

- "À vos souhaits... la mort" （フランス 1974年）
原作：ルイ・C・トーマ "À vos souhaits... la mort"（未訳）
監督：フランソワ・シャテル　脚本：ミシェル・ルブラン　出演：ポール・ル・ペルソン、フランス・ドゥニャック、アニー・ブダール

- "Le sang des Atrides" （フランス 1981年）
原作：ピエール・マニャン『アトレイデスの血』（三輪秀彦訳, 東京創元社［創元推理文庫］）
監督：サム・イツコヴィッチ　脚本：ミシェル・ルブラン　出演：ジュリアン・ギオマール、ジャック・スピエッセ、エヴァ・スワン

- フェイスレス Les prédateurs de la nuit （フランス 1988年）
監督：ジェス・フランコ　音楽：ロマーノ・ムスマッラ　脚本：ミシェル・ルブラン、ルネ・シャトー、ピエール・リペール、ジャン・マザラン
出演：ヘルムート・バーガー、ブリジット・ラーエ、キャロライン・マンロー、テリー・サバラス、クリストファー・ミッチャム、ステファーヌ・オードラン、フランソワーズ・ゲラン